# Альверо, Скелли
Скелли́ Альверо́ (фр. Skelly Alvero; 4 мая 2002, Сен-Сен-Дени, Франция) — французский футболист, полузащитник клуба «Вердер».

## Клубная карьера
13 ноября 2021 Альверо дебютировал за взрослую команду «Сошо» в матче Кубка Франции против клуба «Юра-Фут». 18 февраля 2022 года он подписал первый профессиональный контракт с «Сошо» сроком на три года.
4 июля 2023 года Альверо подписал пятилетний контракт с клубом «Олимпик Лион». 27 августа 2023 года он дебютировал за новую команду в матче чемпионата Франции против «Ниццы». 5 ноября 2023 года в матче чемпионата Франции против «Меца» Альверо забил первый гол за «Олимпик Лион».
31 января 2024 года перешёл на правах аренды в немецкий «Вердер». Соглашение об аренде включает в себя опцию выкупа игрока за €6,25 млн. Дебютировал за клуб 10 февраля 2024 года в матче Бундеслиги против «Хайденхайма» (1:2), выйдя на замену на 87-й минуте.